# Французский институт в России
Французский институт в России — организация при посольстве Франции в России, задачами которой являются популяризация французского языка и содействие международному сотрудничеству в области образования и культуры.
Институт был основан в 1992 году как Французский культурный центр в Москве и изначально располагался в Библиотеке иностранной литературы имени М. И. Рудомино́. В 2002 году культурный центр возглавил Ив Зоберман. В 2012 году центр был реорганизован во Французский институт в России, с двумя представительствами — в Москве и Санкт-Петербурге. Летом 2013 года представительство в Москве переехало в отремонтированное под него четырехэтажное кирпичное здание — бывший доходный дом 1890 года постройки на улице Воронцово Поле. С 2023 года Французский институт в Москве находится по адресу: Милютинский проспект, 10 строение 1.
Французский институт открыт для свободного посещения. В нём действуют медиатека и цифровая библиотека, проходят различные лекции, конференции, мастер-классы, семинары для преподавателей, выставки, концерты, спектакли и другие мероприятия. На платной основе проводятся курсы французского языка (в том числе носителями языка) любого уровня для взрослых и детей, а также экзаменационные сессии для получения дипломов DELF и DALF, которые являются официальными сертификатами о знании французского языка, признанными во франкоязычных странах.